# Vissoie
Vissoie is een plaats en voormalige gemeente in het Zwitserse kanton Wallis, en maakt sinds 1 januari 2009 deel uit van de gemeente Anniviers in het district Sierre.

## Geschiedenis
De gemeente Vissoie is op 1905 ontstaan als afsplitsing van de toenmalige gemeenten Ayer en Grimentz.

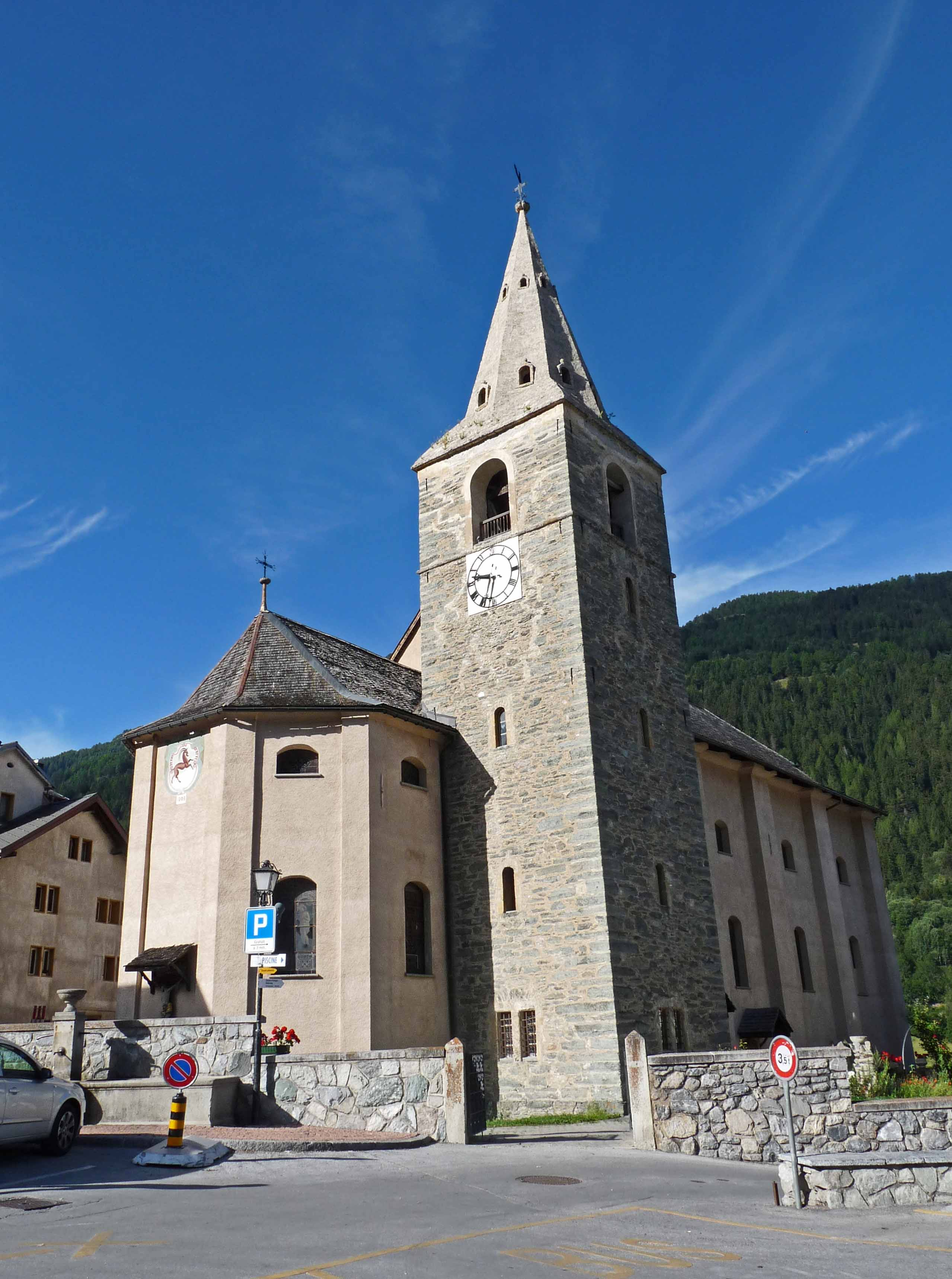
Kerk

- Gemeinsame Normdatei: 4782510-8
- Historisch woordenboek van Zwitserland: 002797
- Virtual International Authority File: 144933637